# Ebbamåla
Ebbamåla är en by i Vissefjärda socken i Emmaboda kommun, Kalmar län. Byn ligger ungefär 8 kilometer sydväst om Vissefjärda och i byn bor det 6 fastboende på 2 fastigheter samt 3 st fritidshus.
I västra delen av byn ligger en liten bukt av Nätterhövden och i söder byn ligger Guttamåla.